# Buota
Buota – wieś w Kiribati, na atolu Tarawa, w archipelagu Wysp Gilberta, na Oceanie Spokojnym.